# Seven Nation Army
Seven Nation Army ist ein Song der amerikanischen Band The White Stripes. Es war die erste Auskopplung aus ihrem Album Elephant. Die Single wurde am 13. Mai 2003 veröffentlicht. In Deutschland erhielt das Lied im Jahr 2010 für mehr als 150.000 verkaufte Exemplare eine Goldene Schallplatte.
Mehrere US-amerikanische und britische Musikzeitschriften (unter anderem Q und NME) wählten Seven Nation Army unter die zehn besten Gitarrensongs aller Zeiten.

## Hintergrund
Der Gitarrenriff, der während fast des gesamten Lieds zu hören ist, entstand beim Improvisieren während eines Soundchecks vor einem Konzert der White Stripes in Melbourne. Das Thema gleicht dem ersten Hauptthema des ersten Satzes der 5. Sinfonie von Anton Bruckner, es gibt jedoch keinen Hinweis darauf, dass ein Zitat konkret beabsichtigt ist.
Der Name Seven Nation Army stammt laut Jack White von ihm selbst. Er habe als Kind statt „Salvation Army“ (deutsch: Heilsarmee) „Seven Nation Army“ verstanden.

## Musikvideo

Das Musikvideo von Seven Nation Army ähnelt konzeptionell dieser Grafik

Das Musikvideo ist unter der Regie von Alex and Martin entstanden und zeigt eine scheinbar endlose Fahrt durch einen Tunnel aus schwarzen, weißen und roten Dreiecken, an deren Kanten an einigen Stellen des Videos bewaffnete menschliche Skelette, die an Soldaten erinnern, marschieren, oder Jack und Meg White gezeigt werden, wie sie Gitarre und Schlagzeug spielen.

## Rezeption

### Kulturelle Bedeutung
Popularität erlangte der Song insbesondere durch europäische Fußballfans, die die Melodie des Riffs mit eigenen Texten versehen nachsingen. Erstmals sangen ihn Fans des FC Brügge bei einem UEFA-Champions-League-Spiel in der Saison 2003/04 nach. Nach dem UEFA-Pokal-Spiel des FC Brügge gegen den AS Rom 2006 erlangte das Lied auch in der italienischen Liga große Bekanntheit. Nach dem Sieg der italienischen Nationalmannschaft bei der Fußball-Weltmeisterschaft 2006 in Deutschland entwickelte sich der Riff zur Sporthymne italienischer Fans. Inzwischen hatten Fans zahlreicher anderer Vereine den Riff für ihre Stadiongesänge adaptiert. Auch als Torhymne wurde er zunehmend beliebt. Ebenso wurde er beim Einmarsch der Nationalmannschaften in die Stadien bei der Europameisterschaft 2008 in Österreich und der Schweiz unterlegt. Aufgrund dessen erreichte die Singleauskopplung fünf Jahre nach ihrer Veröffentlichung Anfang Juli 2008 Platz 4 der deutschen Singlecharts.
Seven Nation Army wird immer wieder auch in Casting-Shows für Auftritte von Kandidaten benutzt. Populär war die Version von Percival in The Voice of Germany, die sich auch als Download-Titel verkaufen konnte und im Februar 2012 Platz 45 der deutschen Single-Charts erreichte.
Eine von The Glitch Mob modifizierte Version des Liedes gehört zum Soundtrack des Actionfilms G.I. Joe – Die Abrechnung und wird in den Trailern des Filmes verwendet, ebenso wurde der Remix im Trailer zum Ego-Shooter Battlefield 1 verwendet.
Der niederländische Dartspieler Michael van Gerwen, der als einer der besten Spieler weltweit gilt, nutzt den Titel als Einlaufmusik.

### Verwendung als Filmmusik
Der Remix der US-amerikanischen Electronic-Musikgruppe The Glitch Mob wurde in einem Trailer für den Film G.I. Joe – Die Abrechnung aus dem Jahr 2013 verwendet. In der Tatort-Episode Was bleibt singt am Anfang des Films Franziska Weisz in der Rolle der Julia Grosz einige Zeilen des Songs.

## Kommerzieller Erfolg

### Chartplatzierungen
| ChartsChartplatzierungen       | Höchstplatzierung | Wochen |
| ------------------------------ | ----------------- | ------ |
| Deutschland (GfK)              | 4 (39 Wo.)        | 39     |
| Österreich (Ö3)                | 18 (16 Wo.)       | 16     |
| Schweiz (IFPI)                 | 3 (34 Wo.)        | 34     |
| Vereinigte Staaten (Billboard) | 76 (20 Wo.)       | 20     |
| Vereinigtes Königreich (OCC)   | 7 (9 Wo.)         | 9      |

| ChartsJahrescharts (2008) | Platzierung |
| ------------------------- | ----------- |
| Deutschland (GfK)         | 58          |
| Schweiz (IFPI)            | 68          |

### Auszeichnungen für Musikverkäufe
| Land/Region                  | Auszeichnungen für Musikverkäufe (Land/Region, Auszeichnung, Verkäufe) | Verkäufe  |
| ---------------------------- | ---------------------------------------------------------------------- | --------- |
| Australien (ARIA)            | 4× Platin                                                              | 280.000   |
| Belgien (BRMA)               | Platin                                                                 | 50.000    |
| Dänemark (IFPI)              | Platin                                                                 | 90.000    |
| Deutschland (BVMI)           | 5× Gold                                                                | 750.000   |
| Frankreich (SNEP)            | Diamant                                                                | 333.333   |
| Italien (FIMI)               | 2× Platin                                                              | 200.000   |
| Kanada (MC)                  | 9× Platin                                                              | 720.000   |
| Neuseeland (RMNZ)            | 6× Platin                                                              | 180.000   |
| Spanien (Promusicae)         | 2× Platin                                                              | 120.000   |
| Vereinigte Staaten (RIAA)    | 2× Platin                                                              | 2.000.000 |
| Vereinigtes Königreich (BPI) | 4× Platin                                                              | 2.400.000 |
| Insgesamt                    | 1× Gold · 33× Platin · 1× Diamant ·                                    | 7.123.333 |

## Coverversionen
Weitere Coverversionen gibt es unter anderem von Flaming Lips, Hard-Fi, Audioslave, Jamie Cullum, Chris Liebing, The Dynamics, Kate Nash, The BossHoss, Ben l’Oncle Soul, The Oak Ridge Boys und Melanie Martinez.
| ChartsChartplatzierungen | Höchstplatzierung | Wochen |
| ------------------------ | ----------------- | ------ |
| Deutschland (GfK)        | 51 (7 Wo.)        | 7      |
| Schweiz (IFPI)           | 54 (12 Wo.)       | 12     |

| ChartsChartplatzierungen       | Höchstplatzierung | Wochen |
| ------------------------------ | ----------------- | ------ |
| Vereinigte Staaten (Billboard) | 86 (1 Wo.)        | 1      |